# Cetinje
Cetinje (pronúncia aproximada: “tsetinhe”)  (no alfabeto cirílico Цетиње; em italiano Cettigne), é uma cidade da República de Montenegro, capital do município de mesmo nome. Está localizada na península dos Bálcãs.
Cetinje foi também a capital do Reino do Montenegro (1910–1918), sendo hoje a capital histórica e presidencial do país. Contava com uma população 15 137 habitantes no censo de 2003.
A cidade situa-se num pequeno carso, próxima ao Monte Lovćen, cuja alcunha é Monte Negro, do qual todo o país empresta seu nome. Em português o nome da cidade tradicionalmente era escrito Cetinhe, embora a pronúncia local seja mais próxima de Tsetinhe ou ainda Tsetínie

## Demografia
- População
  - 3 de março de 1981 — 14 088
  - 3 de março de 1991 — 15 946
  - 1 de novembro de 2003 — 15 137
- Grupos étnicos (censo de 2003):
  - Montenegrinos (90,67%)
  - Sérvios (4,62%)